# Justizvollzugsanstalt Brandenburg a. d. Havel
Die Justizvollzugsanstalt Brandenburg a. d. Havel (abgekürzt JVA Brandenburg a. d. Havel), ehemals Strafanstalt Brandenburg-Görden (allgemein als Zuchthaus Brandenburg-Görden bekannt), ist eine Justizvollzugsanstalt des Landes Brandenburg in Brandenburg an der Havel, im Stadtteil Görden. In ihr sind männliche erwachsene Straftäter mit bis zu lebenslangen Freiheitsstrafen und Untersuchungshäftlinge untergebracht. Sie wurde von 1927 bis 1935 als eine der damals modernsten Haftanstalten Europas für etwa 1800 Häftlinge als Nachfolger des Alten Zuchthauses Brandenburg an der Havel errichtet.

## Aktuelle Situation

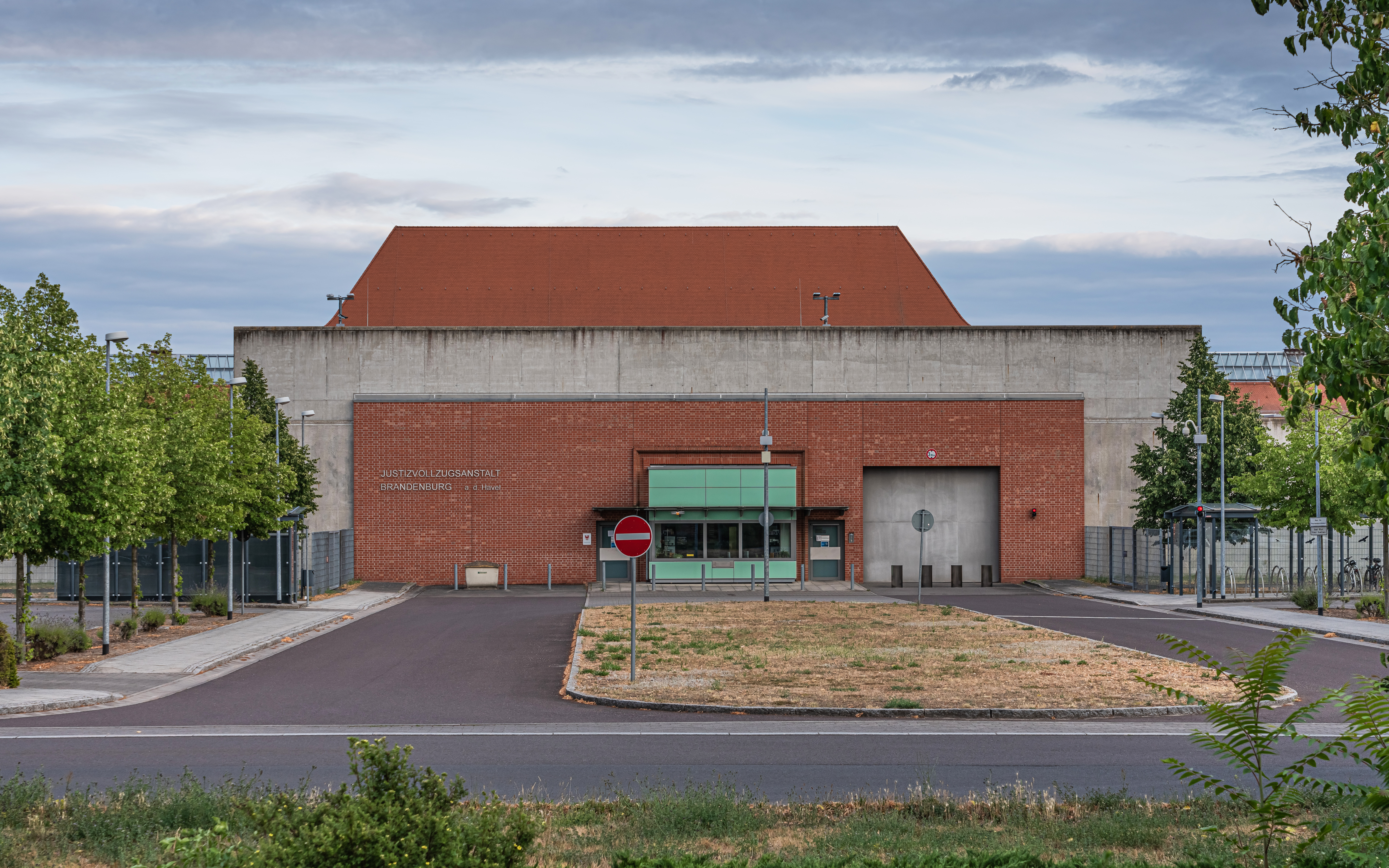
Eingangsgebäude mit Zufahrt (2022)

Die JVA Brandenburg ist ausschließlich mit männlichen Strafgefangenen belegt und gliedert sich heute in drei Vollzugsabteilungen, eine sozialtherapeutische Abteilung und eine Krankenabteilung.
Derzeit verfügt die Justizvollzugsanstalt (JVA) über eine Belegungsfähigkeit von 88 Haftplätzen für erwachsene Untersuchungsgefangene, 330 Haftplätzen für erwachsene Strafgefangene, 80 Haftplätzen in der sozialtherapeutischen Abteilung (SOTHA), 100 Haftplätzen für erwachsene Strafgefangene im offenen Vollzug und 36 Schlafplätzen in der Transportabteilung. Hinzu kommen 32 Belegungsplätze im Haftkrankenhaus, welches das einzige seiner Art im Land Brandenburg ist. Außerdem betreibt das Haftkrankenhaus eine externe Station im Städtischen Klinikum der Stadt Brandenburg an der Havel.
In der JVA Brandenburg an der Havel werden Freiheitsstrafen bis zu lebenslanger Freiheitsstrafe sowie Untersuchungshaft für den Gerichtsbezirk des Landgerichts Potsdam vollstreckt. Insgesamt sind 314 Mitarbeiter angestellt, davon 220 im Vollzugsdienst.
Bis 2014 wurde die gesamte JVA renoviert und sicherheits- und ausstattungstechnisch auf den neuesten Stand gebracht. Diese Renovierung wurde bei laufendem Betrieb durchgeführt, wobei nur eine geringe Anzahl der Inhaftierten in andere brandenburgische Haftanstalten, beispielsweise die Justizvollzugsanstalt Cottbus-Dissenchen und Justizvollzugsanstalt Neuruppin-Wulkow, verlegt werden mussten.

## Geschichte

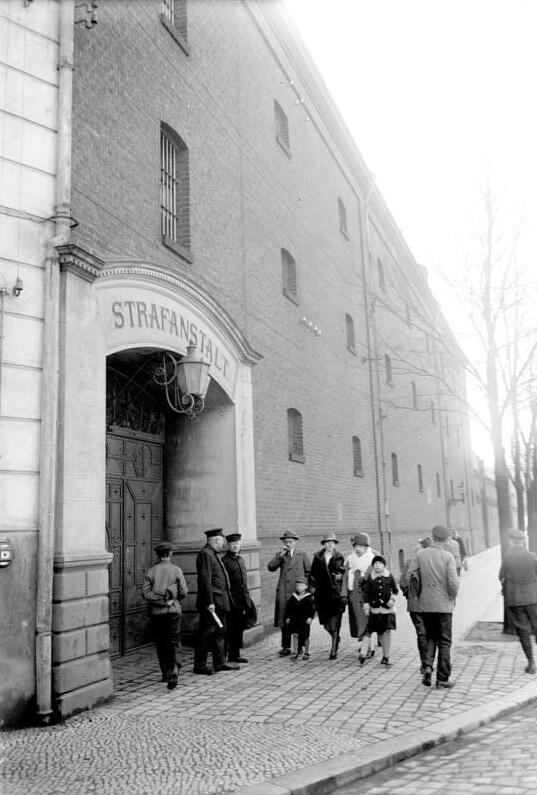
Altes Zuchthaus Neuendorfer Straße (1928)

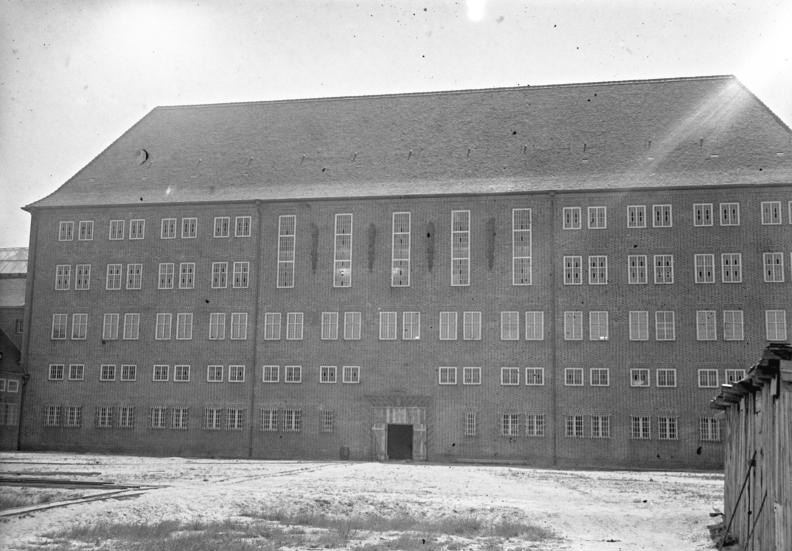
Hauptgebäude Strafanstalt Brandenburg-Görden (1931)

In dem seit Mitte des 19. Jahrhunderts bestehenden Zuchthaus an der Neuendorfer Straße herrschten katastrophale hygienische Zustände, die zum Neubau der Strafanstalt im Stadtteil Görden führten. Dieser Neubau, in dem auch die heutige JVA besteht, wurde in der Zeit von 1927 bis 1935 als Musteranstalt des „humanen Strafvollzugs“ konzipiert und errichtet. Das alte Zuchthaus wurde dann 1931 geschlossen.
Mit der Machtergreifung der Nationalsozialisten 1933 wurden hier allerdings vorwiegend politische Gefangene, Sicherungsverwahrte, zum Tode Verurteilte und Gefangene mit teilweise lebenslangen Freiheitsstrafen inhaftiert. Mit der Verschärfung des nationalsozialistischen Terrors gegen politische Gegner wurde daher 1940 in diesem Zuchthaus auch eine Hinrichtungsstätte installiert. Zusammen mit dem Strafgefängnis Plötzensee bildete die Strafanstalt Brandenburg-Görden die „zentrale Hinrichtungsstätte für den Vollstreckungsbezirk IV“. Verantwortlicher Scharfrichter war von 1942 bis 1945 Wilhelm Röttger. Zwischen dem 1. August 1940 und dem 20. April 1945 wurden im Zuchthaus Brandenburg-Görden 2032 Männer aus ganz Europa hingerichtet, davon 1722 aus politischen Gründen und mehr als 110 Kriegsdienstverweigerer aus den Reihen der Zeugen Jehovas. 652 weitere Gefangene kamen durch Krankheiten wie TBC um, sieben Häftlinge durch Suizid darunter der weltberühmte deutsche Zeichner und Karikaturist Erich Ohser. Die Leichname der meisten in Brandenburg-Görden hingerichteten Personen wurden bis Kriegsende im Krematorium Brandenburg  verbrannt.
Die Rote Armee besetzte das Zuchthaus im Zuge der Schlacht um Berlin am 27. April 1945. Nach Kriegsende inhaftierte die Sowjetarmee hier bis 1947 Kollaborateure, hauptsächlich Angehörige der Russischen Befreiungsarmee (ROA) des ehemaligen Generals der Roten Armee Andrei Wlassow (1901–1946), und Untersuchungshäftlinge.
In der DDR saßen in der Strafanstalt insbesondere Häftlinge, die wegen Tötungsdelikten zu Strafen ab fünf Jahren, z. T. bis zu lebenslangen Haftstrafen verurteilt worden waren. Dort wurden aber auch politische Häftlinge inhaftiert, deren Strafe oft unter fünf Jahren lag. Vor dem Hintergrund des chronischen Mangels an Arbeitskräften in der DDR-Volkswirtschaft waren spätestens ab den 1960er-Jahren fast alle arbeitsfähigen Strafgefangenen zur Haftarbeit für lokale Betriebe verpflichtet. Dafür wurden auf dem zuletzt 90 Hektar umfassenden Gefängniskomplex Produktionshallen für Betriebe wie das Getriebewerk Brandenburg errichtet. Dort arbeiteten die Gefangenen – unter ihnen war der Anteil an politischen Gefangenen besonders hoch – unter Anleitung von Betriebsangestellten und durch das Gefängnispersonal überwacht im Drei-Schicht-Betrieb. Auf Grundlage der Ausbeutung der Arbeitskraft der Häftlinge entstand so ein kleines „Wirtschaftsimperium“.

## Gedenkstätte
Seit 1949 gibt es Gedenkräume in der Strafanstalt Brandenburg, die sich heute innerhalb des Komplexes der Justizvollzugsanstalt Brandenburg a. d. Havel befinden. Sie gehören als Gedenkstätte Zuchthaus Brandenburg-Görden zur Stiftung Brandenburgische Gedenkstätten. Im Jahr 1975 wurden die Räumlichkeiten im Zuge der Feierlichkeiten zum 30. Jahrestages der Befreiung des Zuchthauses durch die Rote Armee grundlegend umgestaltet. Das 1947 errichtete Ehrenmal für die im Zuchthaus Brandenburg-Görden hingerichteten antifaschistischen Widerstandskämpfer auf dem Brandenburger Marienberg wurde in diesem Zuge für Massenkundgebungen mit bis zu 100.000 Teilnehmenden erweitert. Seit April 2018 beherbergt das ehemalige Direktorenwohnhaus der Strafanstalt eine Dauerausstellung über die Geschichte des Zuchthauses. Nach einer kurzen Einführung in die Entstehungszeit des Zuchthauses in der Weimarer Republik legt die Ausstellung einen Fokus auf die Zeit des Nationalsozialismus und die DDR. Eine Medienstation informiert über den Strafvollzug in der Gegenwart. Der Gedenkort in der heutigen Justizvollzugsanstalt ist in seiner Gestaltung nahezu unverändert. Schilder weisen auf die einzelnen Gestaltungselemente hin und ordnen sie historisch ein. Seit 2018 gibt es hier außerdem zwölf exemplarische Biografien von Hinrichtungsopfern sowie eine Projektion der Namen aller bekannter Opfer. Während die Dauerausstellung im Direktorenwohnhaus regelmäßig geöffnet ist, muss ein Besuch der ehemaligen Hinrichtungsstätte im Vorfeld angemeldet werden, da diese sich auf dem Gelände der heutigen Justizvollzugsanstalt befindet. Die Gedenkstätte bietet auch außerhalb der Öffnungszeiten Führungen sowie Studientage für Schulklassen, Jugendgruppen, Auszubildende und Studierende an.

## Ehemalige Häftlinge

### Vor 1945
- Ernst Albert Altenkirch, 1935?–1945?
- Richard Arlt, 1936/1937
- Milo Barus
- Bruno Baum, 1937–1943
- Georg Benjamin, 1936–1942
- Michael Bey, 1934–1936
- Heinz Brandt, 1934–1940
- Hermann Brill, 1939–1943
- Otto Buchwitz, 1941–1945
- Ernst Busch, 1943–1945
- Adolf Ehrtmann, 1944–1945
- Ernst Gräfenberg, 1937–1940
- Charles Maurice Grillas (Mitglied Réseau Renard), 1944–1945
- Fritz Große, 1936–1945
- Robert Havemann, 1943–1945
- Walter Hochmuth, 1945
- Ernst Hoffmann, 1935–1937
- Walter Hösterey Hammer, 1942–1945
- Erich Honecker, 1937–1945
- Harry Hüttel, 1937–1940[14][15]
- Paul Jerchel, 1944
- Erwin Kerber, 1934–1945?
- Richard Kirn, 1943–1945
- Wilhelm Kling, 1937–1945
- Wilhelm Knapp, ?–1945
- Hermann Kreutzer
- Erich Kürschner, 1938–1945
- Fritz Lange, 1943–1945
- Paul Laufer, 1936
- Alfred Lemmnitz, 1941–1945
- Bruno Max Leuschner, 1936–1940
- Hans Litten, 1934
- Artur Mannbar, 1942–1945
- Robert Menzel, 1937–?
- Werner Müller, 1944–1945
- Alfred Neumann, 1942–1945
- Ernst Niekisch, 1939–1945
- Ernst Oschmann, 1935–1937[16]
- Alfred Perl[14]
- Herbert Sandberg, 1934
- Ernst Sasse, 1942–1945
- Hermann Schlimme, 1938–1940
- Franz Schneider, 1943–1945
- Waldemar Schmidt, 1935–1945
- Alexander Schwab, ab 1937
- Walter Schwerdtfeger, 1937–1944[17]
- Kurt Seibt, 1941–1945
- Ugolino Simonazzi, 1944–1945[18]
- Wilhelm Thiele[14]
- Max Ücker[14]
- Gustav Urbschat, 1936–1944[19]
- Eduard Wald, 1936–1945

### Nach 1945
- Heinz Barth, ab 1982
- Otto Busdorf, 1950–1957
- Michael Gartenschläger, 1965–1971
- Ingo Hasselbach, um 1988
- Benno von Heynitz, 1950–1954
- Hermann Kreutzer
- Horst Mahler, 2009–2015, 2017–2020
- Henry Schmidt, um 1988
- Harry Seidel, 1963–1966
- Gerhard Weck, 1950–1956
- Alfred Weiland
- Wolfgang Welsch, 1964–1966
- Ulrich Schacht, 1974–1976
- Jochen Wolf, 2001–2004
- Georg Wrazidlo, 1950–1956

## Liste von im Zuchthaus hingerichteten oder gestorbenen Personen

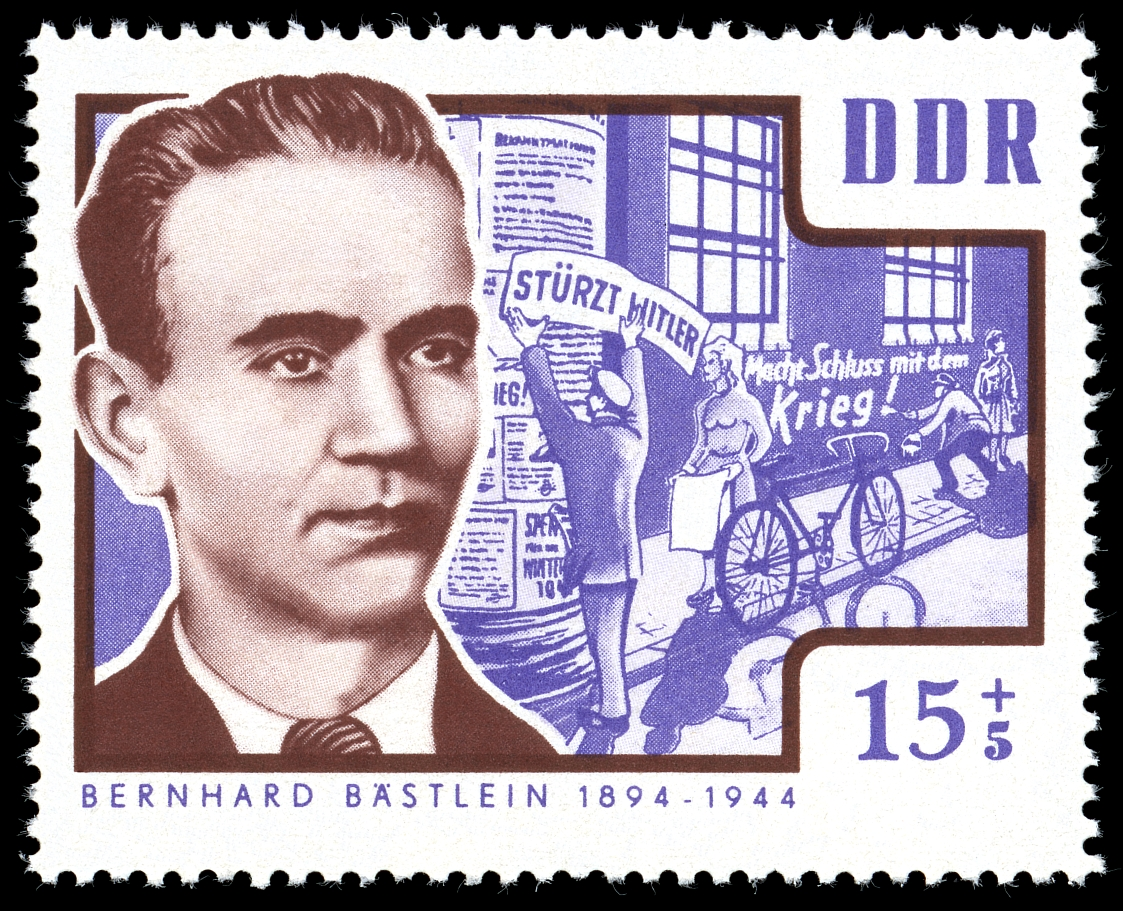
Bernhard Bästlein: In Brandenburg hingerichtet (DDR-Briefmarke, 1964)

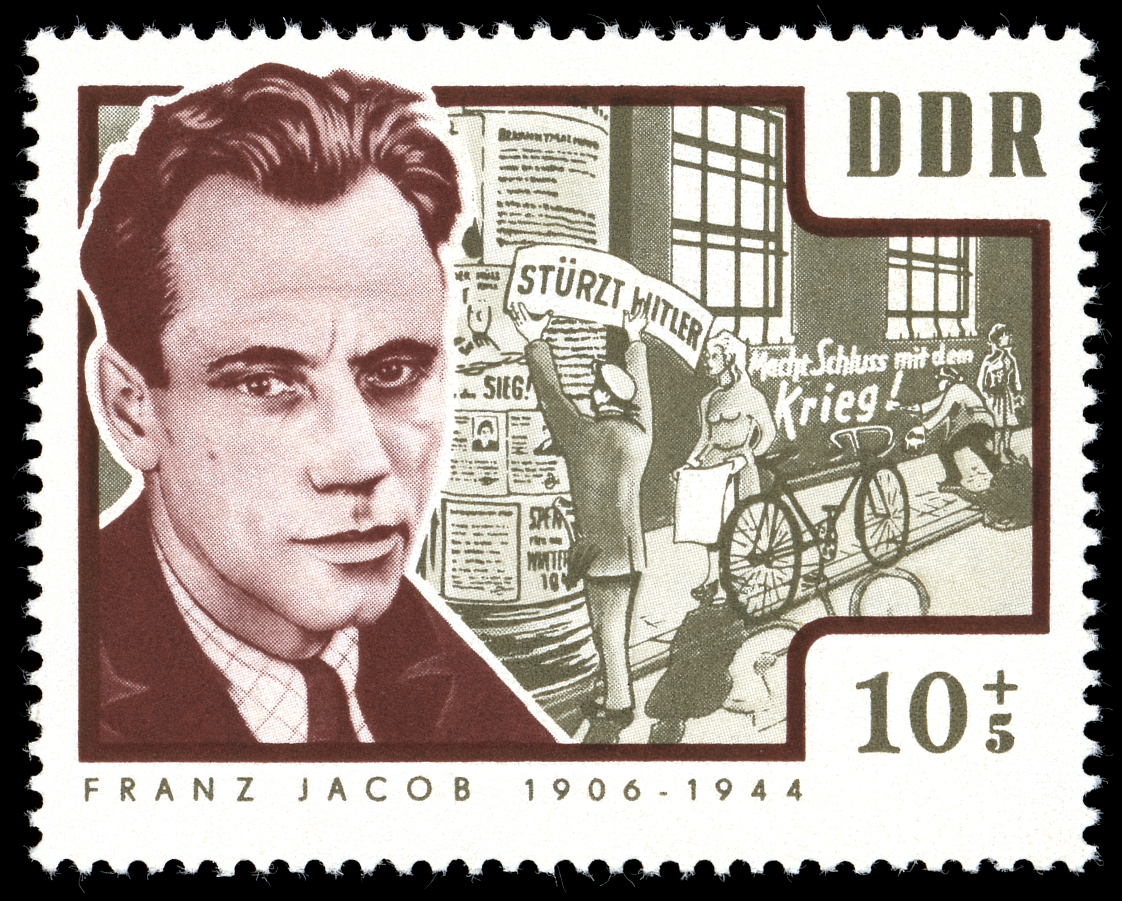
Franz Jacob: In Brandenburg hingerichtet

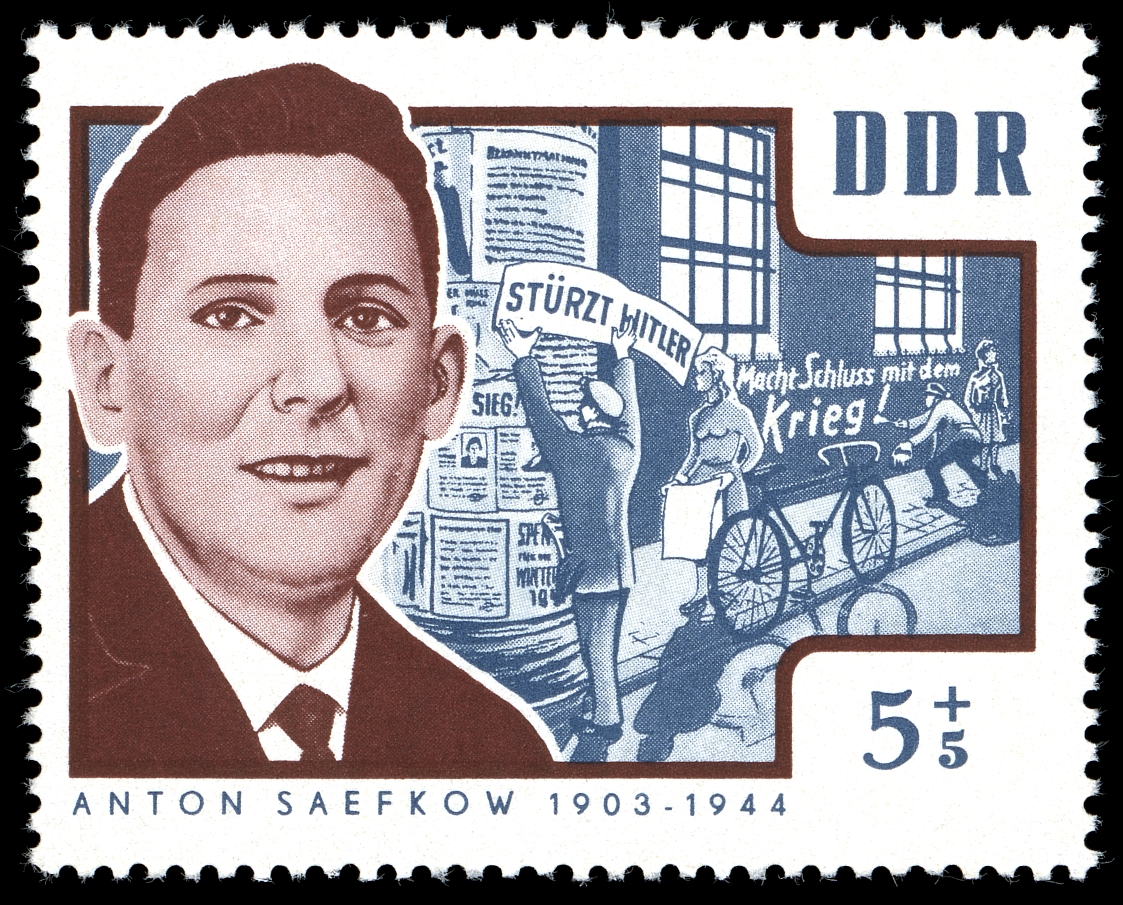
Anton Saefkow: In Brandenburg hingerichtet – nach ihm ist die Straße Anton-Saefkow-Allee vor der Justizvollzugsanstalt benannt (DDR-Briefmarke, 1964)

Die Liste ist nicht auf Vollständigkeit ausgelegt. Die Sortierung erfolgt lexikalisch nach dem Nachnamen.

### A
- Otto Adam, Widerstandskämpfer, am 15. November 1943 hingerichtet
- Bernhard Almstadt, Kommunist und Widerstandskämpfer, am 6. November 1944 hingerichtet
- Walther Arndt, Zoologe, am 26. Juni 1944 hingerichtet
- Jean Arnolds, katholischer Geistlicher, am 28. August 1944 hingerichtet
- Friedrich Aue, Kommunist und Widerstandskämpfer, am 27. November 1944 hingerichtet

### B
- Gustav Basse, Unternehmer, Kommunist und Widerstandskämpfer, am 6. November 1944 hingerichtet[20]
- Willi Bänsch, Widerstandskämpfer, am 11. Dezember 1944 hingerichtet
- Bernhard Bästlein, Kommunist und Widerstandskämpfer, am 18. September 1944 hingerichtet

- Heinrich Bayer, Zeuge Jehovas, am 15. Mai 1944 hingerichtet
- Bruno Binnebesel, römisch-katholischer Priester und Widerstandskämpfer, am 13. November 1944 hingerichtet
- Herbert Bittcher, Kommunist und Widerstandskämpfer, wahrscheinlich am 22. Januar 1944 hingerichtet
- Wilhelm Blanke, Widerstandskämpfer, am 7. Dezember 1944 hingerichtet[21]
- Wilhelm Bode, Gewerkschafter und Widerstandskämpfer, genaue Todesumstände unbekannt
- Wilhelm Boller, Kommunist und Widerstandskämpfer, am 19. Oktober 1943 hingerichtet
- Max Borrack, Widerstandskämpfer, am 19. Februar 1945 hingerichtet
- Wilhelm Böse, Kommunist und Widerstandskämpfer, am 14. August 1944 hingerichtet
- Anton Brugger, adventistischer (Reformadventist) Kriegsdienstverweigerer, am 3. April 1943 hingerichtet
- Albert Brust, Schlosser, wegen „Vorbereitung zum Hochverrat“ am 25. September 1944 hingerichtet[22]
- Walter Budeus, Kommunist und Widerstandskämpfer, am 21. August 1944 hingerichtet
- Wilhelm Busse, Zeuge Jehovas, Hirnschlag aufgrund der schweren Haftbedingungen, 1955[23]

### D
- Hermann Danz, Kommunist und Widerstandskämpfer, am 5. Februar 1945 hingerichtet
- Oskar Debus, Mitbegründer der Widerstandsgruppe Deutsche Volksfront, gestorben am 17. Dezember 1942 an den Folgen der Folter
- Jean-Marie Derscheid, Zoologe, am 13. März 1944 hingerichtet
- Leo Drabent, Kommunist und Widerstandskämpfer, am 20. November 1944 hingerichtet
- Max Draeger, Präsident des Oberlandesgerichts Königsberg, am 20. April 1945 erschossen
- Heinz Drzymala, Widerstandskämpfer der Saefkow-Jacob-Bästlein-Organisation, am 27. November 1944 hingerichtet
- Richard Düwell, Journalist und Cheflektor, am 9. Oktober 1944 hingerichtet

### E
- Julius Engelhard, Zeuge Jehovas, wahrscheinlich am 14. August 1944 hingerichtet
- Karl Heinz Engelhorn, Offizier der Wehrmacht und Widerstandskämpfer, am 24. Oktober 1944 hingerichtet
- Werner Etter, Orthopädiemechaniker und Protagonist der Etter-Rose-Hampel-Gruppe, am 19. Februar 1945 hingerichtet
- Otto Eulenstein, Laborant und Deserteur, am 24. Juli 1944 hingerichtet[24][25]

### F
- Hermann Falck, Dolmetscher bei der Wehrmacht, am 9. April 1943 wegen Wehrkraftzersetzung hingerichtet
- Georg Fleischer, Kommunist und Widerstandskämpfer, am 14. August 1944 hingerichtet[26]
- Siegfried Forstreuter, Kommunist und Widerstandskämpfer, am 30. Oktober 1944 hingerichtet
- Karl Frank, Kommunist und Widerstandskämpfer, am 21. August 1944 hingerichtet
- Friedrich Fromm, Offizier der Reichswehr und der Wehrmacht, am 12. März 1945 hingerichtet
- Karl Fübinger, Widerstandskämpfer der Saefkow-Jacob-Bästlein-Organisation, am 29. Januar 1945 hingerichtet

### G
- Alois Geiger, Arzt, am 1. November 1943 hingerichtet
- Paul Gesche, Kommunist und Widerstandskämpfer, am 21. August 1944 hingerichtet
- Claudius Gosau, Kommunist und Widerstandskämpfer, am 6. März 1944 hingerichtet
- Otto Grabowski, Kommunist und Widerstandskämpfer, am 10. Juli 1944 hingerichtet
- Rudolf Eugen Grieb, Kommunist und Widerstandskämpfer, am 21. August 1944 hingerichtet
- Alois Grimm SJ, römisch-katholischer Ordenspriester (Jesuit), am 11. September 1944 hingerichtet
- Georg Groscurth, Gründer der Widerstandsgruppe „Europäische Union“, am 8. Mai 1944 hingerichtet

### H
- Hugo Härtig, Kommunist und Widerstandskämpfer, am 11. September 1944 hingerichtet
- Nikolaus Christoph von Halem, Jurist, Geschäftsmann und Widerstandskämpfer, am 9. Oktober 1944 hingerichtet
- Ernst Hampel, Maler, Mitglied der Etter-Rose-Hampel-Gruppe, am 20. April 1945 hingerichtet
- Johannes Harms, Kriegsdienstverweigerer, am 8. Januar 1941 hingerichtet
- Fritz Hasselhuhn, Gewerkschafter und SPD-Mitglied, am 13. Dezember 1943 hingerichtet
- Paul Hatschek, Ingenieur und Widerstandskämpfer, am 15. Mai 1944 hingerichtet
- Paul Hegenbart, Widerstandskämpfer der Saefkow-Jacob-Bästlein-Organisation, am 26. Februar 1945 hingerichtet
- Willi Heinze, Kommunist und Widerstandskämpfer, am 26. Februar 1945 hingerichtet
- Alfred Andreas Heiß, Kriegsdienstverweigerer, am 24. September 1940 hingerichtet
- Kurt Henschel, Buchhalter und Deserteur, am 24. Juli 1944 hingerichtet[27][28]
- Wilhelm Hetkamp, deutscher Zeuge Jehovas, am 31. Januar 1942 hingerichtet
- Willi Hielscher, Widerstandskämpfer der Saefkow-Jacob-Bästlein-Organisation, am 8. Januar 1945 hingerichtet
- Paul Hinze, Kommunist und Widerstandskämpfer, am 20. April 1945 hingerichtet
- Michael Hirschberg, SPD-Widerstandskämpfer, erlag am 20. März 1937 nach Misshandlungen einem Herzinfarkt
- Josef Höhn, Widerstandskämpfer der Saefkow-Jacob-Bästlein-Organisation, am 29. Januar 1945 hingerichtet
- Karl Holzfäller, Berliner Stadtverordneter und Gründungsmitglied der KPD, am 29. Januar 1945 hingerichtet
- Cäsar Horn, Kommunist und Widerstandskämpfer, am 19. März 1945 hingerichtet
- Rupert Huber, Widerstandskämpfer, am 15. Januar 1945 hingerichtet
- Josef Hufnagel, Landwirt, am 5. Juni 1944 hingerichtet
- Hans Hutzelmann, Kommunist und Widerstandskämpfer, am 15. Januar 1945 hingerichtet

### J
- Albert Jacob, Kommunist, am 17. Juli 1944 hingerichtet
- Franz Jacob, Kommunist, Mitglied der Bästlein-Jacob-Abshagen-Gruppe, am 18. September 1944 hingerichtet
- Franz Jägerstätter, römisch-katholischer Kriegsdienstverweigerer, am 9. August 1943 hingerichtet
- Willy Jannasch, Kommunist und Widerstandskämpfer, am 30. September 1938 nach Misshandlungen an Herzversagen gestorben
- Paul Johannzen, KPD-Mitglied, am 8. Januar 1945 hingerichtet[22]
- Alfred Jung, Kommunist und Widerstandskämpfer, am 4. Dezember 1944 hingerichtet
- Willi Jungmittag, Widerstandskämpfer der Saefkow-Jacob-Bästlein-Organisation, am 20. November 1944 hingerichtet
- Paul Junius, Kommunist und Widerstandskämpfer der Saefkow-Jacob-Bästlein-Organisation, am 4. Dezember 1944 hingerichtet

### K
- Heinrich Kaiser, Schuhmacher, wegen „schwer zersetzender Äußerungen“ am 2. Oktober 1944 hingerichtet[22]
- Gerhard Kaun, Kommunist und Widerstandskämpfer der Saefkow-Jacob-Bästlein-Organisation, am 4. Dezember 1944 hingerichtet
- Hugo Kapteina, Arbeiter und Widerstandskämpfer der Saefkow-Jacob-Bästlein-Organisation, am 20. April 1945 hingerichtet
- Kilian Kirchhoff OFM, römisch-katholischer Ordenspriester (Franziskaner), am 24. April 1944 hingerichtet
- Friedrich Klemstein, Kommunist und Widerstandskämpfer der Saefkow-Jacob-Bästlein-Organisation, am 20. April 1945 hingerichtet
- Ernst Knaack, Kommunist und Widerstandskämpfer, am 28. August 1944 hingerichtet
- Erich Knauf, Schriftsteller, am 3. Mai 1944 hingerichtet
- Wilhelm Knöchel, Kommunist und Widerstandskämpfer, am 24. Juli 1944 hingerichtet
- Erich Köckert, Antifaschist, am 22. November 1943 hingerichtet
- Hermann Koehler, Bankier und Hitler-Kritiker, am 8. November 1943 hingerichtet
- Emil König, Widerstandskämpfer, am 25. Oktober 1943 hingerichtet
- Hermann Korus, Widerstandskämpfer der Saefkow-Jacob-Bästlein-Organisation, am 11. Dezember 1944 hingerichtet[29]
- Alfred Kowalke, Kommunist und Widerstandskämpfer, am 6. März 1944 hingerichtet
- Erich Krause, Kommunist und Widerstandskämpfer, am 10. Juli 1944 hingerichtet
- Max Krause, Zeuge Jehovas, am 25. Oktober 1941 hingerichtet[30]
- Johannes Kreiselmaier, Arzt und Widerstandskämpfer, am 27. November 1944 hingerichtet[31]
- Johannes Leodegar Kremer, Pallottinerbruder, am 6. November 1944 hingerichtet
- Otto Kroeger, Widerstandskämpfer der Saefkow-Jacob-Bästlein-Organisation, am 29. Januar 1945 hingerichtet
- Hans Krüger, parteiloser Widerstandskämpfer, am 27. November 1944 hingerichtet
- Friedrich Krummel, Transportarbeiter und Mitglied des Kampfbundes um Erich Prenzlau, am 30. Mai 1944 hingerichtet[32][33]
- Erich Kurz, Kommunist und Widerstandskämpfer, am 21. August 1944 hingerichtet
- Wolfgang Kusserow, Zeuge Jehovas und Kriegsdienstverweigerer, am 28. März 1942 hingerichtet

### L
- Karl Ladé, Kommunist und Widerstandskämpfer, am 8. Januar 1945 hingerichtet
- Arthur Ladwig, Kommunist und Widerstandskämpfer, am 10. Juli 1944 hingerichtet
- Otto Laube, SPD-Mitglied und Widerstandskämpfer, am 5. Juni 1944 hingerichtet[34]
- Germain Lefevre, katholischer Geistlicher, am 24. April 1944 hingerichtet
- Georg Lehnig, Kommunist und Widerstandskämpfer, am 28. März 1945 hingerichtet
- Otto Lemm, Kommunist und Widerstandskämpfer, am 17. Juli 1944 hingerichtet
- Michael Lerpscher, Kriegsdienstverweigerer, am 5. September 1940 hingerichtet
- Wilhelm Letonja, Zeuge Jehovas und Deserteur, am 2. September 1942 hingerichtet
- Erich Lodemann, Kommunist und Widerstandskämpfer, am 24. Oktober 1944 hingerichtet
- Karl Lüdtke, Kommunist und Widerstandskämpfer, am 29. Januar 1945 hingerichtet
- Karl Lühr, Bürgermeister der Gemeinde Woltersdorf (Wendland/Niedersachsen), am 20. Dezember 1943 hingerichtet[35]

### M
- Max Maddalena, Kommunist und Widerstandskämpfer, am 22. Oktober 1943 an einer schweren Magenerkrankung gestorben
- Rudolf Mandrella, Widerstandskämpfer, am 3. September 1943 hingerichtet
- Jakob Marmagen, Werkmeister, wegen „hetzerischen und zersetzenden Redensarten“ am 13. Dezember 1943 hingerichtet[22]
- Helmut Masche, Kommunist und Widerstandskämpfer, am 28. August 1944 hingerichtet
- Otto Marquardt, Kommunist und Widerstandskämpfer, am 30. Oktober 1944 hingerichtet
- Pali Meller, Architekt ungarisch-jüdischer Abstammung, am 31. März 1943 an Tbc gestorben
- Albert Merz, Christadelphian, Kriegsdienstverweigerer, am 3. April 1941 hingerichtet[36][37]
- Franz Mett, Kommunist und Widerstandskämpfer, am 21. August 1944 hingerichtet
- Max Josef Metzger, römisch-katholischer Priester, am 17. April 1944 hingerichtet
- Ludwig Mitterer, römisch-katholischer Priester, am 1. November 1943 hingerichtet
- Karl Mooskopp, Ingenieur, wegen Abhörens von Feindsendern am 22. November 1943 hingerichtet[22]
- Joseph Müller, römisch-katholischer Priester, am 11. September 1944 hingerichtet
- Kurt Müller, Kommunist und Widerstandskämpfer, am 26. Juni 1944 hingerichtet
- Willibald Müller, Maschinist, wegen „mehrfach zersetzender“ Äußerungen am 13. November 1944 hingerichtet[22]
- Herbert Mumm von Schwarzenstein, Diplomat und Widerstandskämpfer, am 20. April 1945 hingerichtet

### N
- Hermann Nagelschmidt, Reichsbahnarbeiter, wegen „Feindbegünstigung“ am 24. Oktober 1944 hingerichtet[22]
- Theodor Neubauer, Kommunist und Widerstandskämpfer, am 5. Februar 1945 hingerichtet
- Hans Neumann, Kommunist und Widerstandskämpfer, am 20. November 1944 hingerichtet
- Friedrich Nitschke, Widerstandskämpfer, am 24. Oktober 1944 hingerichtet[38]
- Erwin Nöldner, Kommunist und Widerstandskämpfer, am 6. November 1944 hingerichtet

### O
- Franz  Oswald, Zeuge Jehovas und Kriegsdienstverweigerer, am 6. Mai 1943 hingerichtet

### P
- Jerzy Padlewski, polnischer Widerstandskämpfer, am 3. Februar 1943 hingerichtet
- Viktor Pacha, adventistischer (Reformadventist) Kriegsdienstverweigerer, am 6. Mai 1943 hingerichtet[39]
- Günther Paschen, deutscher Kapitän zur See a. D. der Kriegsmarine, am 8. November 1943 hingerichtet
- Stanislaus Peplinski, polnischer Zwangsarbeiter, Mitglied der Widerstandsgruppe Speyerer Kameradschaft, am 19. März 1945 hingerichtet
- Erwin Petsch, Technischer Zeichner und Mitglied des Kampfbundes um Erich Prenzlau, am 17. Juli 1944 hingerichtet[32]
- Ludwig Pfältzer, adventistischer (Reformadventist) Kriegsdienstverweigerer, am 1. September 1942 hingerichtet
- Bruno Pfände, parteilos, Widerstandskämpfer, am 8. August 1944 hingerichtet[40]
- Johann Pierschke, Kommunist und Widerstandskämpfer, am 14. August 1944 hingerichtet
- Tadeusz Piotrowski, polnischer Landarbeiter, am 17. Januar 1944 hingerichtet[41]
- Vinzenz Platajs, Zeuge Jehovas, am 9. Oktober 1944 hingerichtet
- Fritz Plön, Kommunist und Widerstandskämpfer, am 28. August 1944 hingerichtet
- Heinrich Preuß, Kommunist und Widerstandskämpfer, am 28. August 1944 hingerichtet
- Heinz Priess, Kommunist und Widerstandskämpfer, am 12. März 1945 hingerichtet

### R
- Siegfried Rädel, Kommunist und Widerstandskämpfer, am 10. Mai 1943 hingerichtet
- Julius Reimann, wegen „zersetzender Äußerungen“ am  3. Juli  1944 hingerichtet[22]
- Paul Reimann, Kernmacher, wegen „Vorbereitung zum Hochverrat“ und „Feindbegünstigung“ am 31. Juli 1944 hingerichtet[22]
- Franz Reinisch, römisch-katholischer Priester, am 21. August 1942 hingerichtet
- Paul Rentsch, Widerstandskämpfer („Europäische Union“), am 8. Mai 1944 hingerichtet
- Herbert Richter, Architekt und Widerstandskämpfer, am 8. Mai 1944 hingerichtet
- Fritz Riedel, Widerstandskämpfer, am 21. August 1944 hingerichtet
- Wilhelm Rietze, Kommunist und Widerstandskämpfer, am 28. August 1944 hingerichtet
- Eduard Risch, Ehemann von Melanie Risch, NS-Gegner, am 21. Februar 1944 hingerichtet
- Otto Rischbieter, Kommunist und Maler, am 27. Januar 1943 hingerichtet
- Kurt Ritter, Kommunist und Widerstandskämpfer, am 28. August 1944 hingerichtet
- Friedrich Rödel, Kommunist, Widerstandskämpfer und Mitglied der Danz-Schwantes-Gruppe, am 5. Februar 1945 hingerichtet
- Immanuel Röder, evangelischer Gegner des NS-Regimes und Kriegsdienstverweigerer, am 17. Oktober 1940 hingerichtet
- Josef Römer, Widerstandskämpfer, am 25. September 1944 hingerichtet
- Axel Rudolph, Abenteuer- und Kriminalschriftsteller, am 30. Oktober 1944 hingerichtet
- Joseph Ruf, Kriegsdienstverweigerer, am 10. Oktober 1940 hingerichtet
- Kurt Rühlmann, deutsch-französischer Widerstandskämpfer, am 8. Januar 1945 hingerichtet
- Franz Ruschmann, Zeuge Jehovas und Wehrdienstverweigerer, am 17. Oktober 1942 hingerichtet

### S
- Willi Sachse, Schriftsteller, Kommunist und Widerstandskämpfer, am 21. August 1944 hingerichtet
- Anton Saefkow, Kommunist und Widerstandskämpfer, am 18. September 1944 hingerichtet
- Willi Sänger, Kommunist und Widerstandskämpfer, am 27. November 1944 hingerichtet
- Adolf Friedrich von Schack, Offizier, am 15. Januar 1945 erschossen
- Karl Schaffhausen, Angestellter, wegen Abhörens von Feindsendern und „Wehrkraftzersetzung“ am 15. November 1943 hingerichtet[22]
- Wilhelm Scheer, Kommunist und Widerstandskämpfer, am 6. November 1944 hingerichtet
- Johann Schellheimer, Kommunist, Widerstandskämpfer und Mitglied der Danz-Schwantes-Gruppe, am 5. Februar 1945 hingerichtet
- Herbert Schenk, Widerstandskämpfer der Saefkow-Jacob-Bästlein-Organisation, am 15. Januar 1945 gestorben
- Hermann Schiering, Widerstandskämpfer, am 16. Oktober 1944 hingerichtet
- Wilhelm Schlitt, Diplomkaufmann, wegen „wiederholt vorbestrafter Hetze“ am 16. Oktober 1944 hingerichtet[22]
- Josef Schmidt, Vater von Walter Schmidt, am 8. November 1943 wegen „Heimtücke“ und „Wehrkraftzersetzung“ hingerichtet
- Otto Schmirgal, Kommunist und Widerstandskämpfer, am 24. Oktober 1944 hingerichtet
- Leo Schneider, verurteilt wegen Wehrkraftzersetzung, am 14. August 1944 hingerichtet[22]
- Hermann Schöne, Generalstabsoffizier, Oberstleutnant und Widerstandskämpfer, am 15. Januar 1945 hingerichtet
- Kurt Schöne, Kommunist und Mitglied des Kampfbundes um Erich Prenzlau, am 30. Mai 1945 hingerichtet[32]
- Georg Schröder, Arbeiter und Sozialdemokrat, am 11. September 1944 hingerichtet
- Philipp Schuberth, Kommunist, wegen „Wehrkraftzersetzung“ am 13. März 1944 hingerichtet[42]
- Jakob Schultheis, Sozialdemokrat und Mitglied der Widerstandsgruppe „Speyerer Kameradschaft“, am 19. März 1945 hingerichtet
- Egmont Schultz, Widerstandskämpfer der Saefkow-Jacob-Bästlein-Organisation, am 29. Januar 1945 hingerichtet
- Hans Schulz, Kommunist und Widerstandskämpfer, am 20. April 1945 hingerichtet
- Paul Schulze, Widerstandskämpfer und Mitglied des Kampfbundes um Erich Prenzlau, am 26. Juni 1944 hingerichtet
- Paul Schütze, Kommunist, Widerstandskämpfer und Mitglied des Kampfbundes um Erich Prenzlau, am 8. Mai 1944 hingerichtet
- Martin Schwantes, Kommunist, Widerstandskämpfer und Mitglied der Danz-Schwantes-Gruppe, am 5. Februar 1945 hingerichtet
- Bernhard Schwentner, römisch-katholischer Priester, am 30. Oktober 1944 hingerichtet
- Werner Seelenbinder, Sportler und Kommunist, am 24. Oktober 1944 hingerichtet
- Rudolf Seiffert, Kommunist und Widerstandskämpfer, am 19. Januar 1945 hingerichtet
- Wilhelm Selke, Kommunist und Widerstandskämpfer, am 26. Februar 1945 hingerichtet
- Walter Sichert, Kunstmaler und Mitglied des Kampfbundes um Erich Prenzlau, am 30. Mai 1944 hingerichtet[32]
- Fritz Siedentopf, Kommunist und Widerstandskämpfer, am 28. August 1944 hingerichtet
- Walter Siemund, Widerstandskämpfer, am 27. November 1944 hingerichtet
- Max Sievers, Vorsitzender des Freidenker-Verbandes, am 17. Januar 1944 hingerichtet
- Willi Skamira, Kommunist und Widerstandskämpfer, am 22. Januar 1945 hingerichtet
- Arthur Sodtke, Arbeitersportler und Kommunist, am 14. August 1944 hingerichtet
- Alfred Sonneson, Schlosser und Mitglied des Kampfbundes um Erich Prenzlau, am 30. Mai 1944 hingerichtet[32]
- Paul Sonntag, Buchdrucker, am 20. April 1945 hingerichtet
- Herbert Splanemann, Kommunist und Widerstandskämpfer, am 29. Januar 1945 hingerichtet
- Otto Springborn, SPD-, später KPD-Mitglied, am 31. Juli 1944 hingerichtet
- Leo Statz, deutscher Unternehmer und entschiedener Kritiker des Nationalsozialismus, am 1. November 1943 hingerichtet
- Johann Steinmayr SJ, römisch-katholischer Ordenspriester (Jesuit), am 18. September 1944 hingerichtet
- Leopold Steurer, Kommunist und Widerstandskämpfer, am 7. Februar 1944 hingerichtet
- Friedrich Stoffels, Zeuge Jehovas, am 14. August 1944 hingerichtet
- Franz Streit, kommunistischer Widerstandskämpfer, am 22. Januar 1945 hingerichtet
- Walter Strohmann, Widerstandskämpfer, am 14. August 1944 hingerichtet[43]
- Josef Strucken, Revisor, wegen „Wehrkraftzersetzung“ am 26. Februar 1945 hingerichtet[22]
- Hans Strunk, Schlosser,  wegen „Wehrkraftzersetzung“ am 15. November 1943 hingerichtet[22]
- Stanislaus Szczygielski, Kommunist und Widerstandskämpfer, am 8. Januar 1945 hingerichtet

### T
- Gustav Tellgmann, Oberstleutnant und Widerstandskämpfer, am 26. Februar 1945 hingerichtet
- Ferdinand Thomas, Kommunist und Widerstandskämpfer, am 20. November 1944 hingerichtet
- Karl Freiherr von Thüngen, Offizier der Reichswehr und der Wehrmacht, Widerstandskämpfer, am 24. Oktober 1944 hingerichtet
- Willi Tietze, Widerstandskämpfer, am 21. Februar 1944 hingerichtet
- Hermann Tops, Kommunist und Widerstandskämpfer, am 14. August 1944 hingerichtet
- Herbert Tschäpe, Kommunist und Widerstandskämpfer, am 27. November 1944 hingerichtet
- Karl Tybussek, Kommunist und Widerstandskämpfer, am 26. Mai 1943 hingerichtet

### U
- Robert Uhrig, Kommunist und Widerstandskämpfer, am 21. August 1944 hingerichtet
- Anton Uran, Zeuge Jehovas und Wehrdienstverweigerer, am 23. Februar 1943 hingerichtet

### V
- Franz Virnich, Jurist und römisch-katholischer Verbindungsstudent (CV), am 5. April 1943 infolge „schleichender Hinrichtung“ gestorben

- Ernst Volkmann, römisch-katholischer Kriegsdienstverweigerer, am 9. August 1941 hingerichtet

### W
- Alfons Maria Wachsmann, römisch-katholischer Priester, am 21. Februar 1944 hingerichtet
- Helmut Wagner, Widerstandskämpfer der Saefkow-Jacob-Bästlein-Organisation, am 4. Dezember 1944 hingerichtet
- Josef Wallis, österreichischer Widerstandskämpfer, am 5. Juni 1944 hingerichtet[44]
- Gustav Wegener, Kommunist und Widerstandskämpfer, am 11. Dezember 1944 hingerichtet
- Arthur Weisbrodt, Kommunist und Widerstandskämpfer, am 6. November 1944 hingerichtet
- Martin Weise, Kommunist und Widerstandskämpfer, am 15. November 1943 hingerichtet
- Heinrich Werner, Widerstandskämpfer der Saefkow-Jacob-Bästlein-Organisation, am 15. Januar 1945 hingerichtet[45]
- Alexander Westermayer, Kommunist und Widerstandskämpfer, am 19. Juni 1944 hingerichtet
- Hans Wölfel, Jurist und römisch-katholischer Widerstandskämpfer, am 3. Juli 1944 hingerichtet
- Emil Wölk, Kommunist und Widerstandskämpfer, am 13. November 1944 hingerichtet
- Pater Paulus Wörndl, österreichischer römisch-katholischer Ordenspriester (Karmelit), am 26. Juni 1944 hingerichtet
- Julius Wordelmann, Hotel- und Gewerkschaftsangestellter, am 26. Februar 1945 hingerichtet
- Johannes Wüsten, Schriftsteller und Kommunist, am 26. April 1943 gestorben

### Z
- Richard Zach, österreichischer Lehrer, Kommunist, Dichter, am 27. Januar 1943 hingerichtet
- Konstantin Žadkěvič, Widerstandsgruppe Europäische Union, am 30. Oktober 1944 hingerichtet
- Ernst Wilhelm Zehender, Zeuge Jehovas, am 17. Januar 1942 hingerichtet
- Max Zienow, Bauingenieur, wegen „zersetzender Äußerungen“ am 9. Oktober 1944 hingerichtet[22]
- Walter Zimmermann, Kommunist und Widerstandskämpfer, am 8. Januar 1945 hingerichtet[46]
- Alfred Zingler, SPD-Politiker, am 28. August 1944 hingerichtet
- Hans Zoschke, Metallarbeiter, Seemann, Sportler und Widerstandskämpfer, am 26. Oktober 1944 hingerichtet
- Josef Zott, führendes Mitglied in der bayerisch-monarchistischen Harnier-Widerstandsgruppe, am 15. Januar 1945 hingerichtet
- Leander Zrenner, adventistischer (Reformadventist) Kriegsdienstverweigerer, am 9. August 1941 hingerichtet[39]
- Alfons Zurawski, römisch-katholischer Offizier, am 6. Oktober 1942 hingerichtet
- Wilhelm Zwilling, Reichsbahnbeamter, am 6. März 1944 hingerichtet